# Ectatosia maculosa
Ectatosia maculosa là một loài bọ cánh cứng trong họ Cerambycidae.